# ピュロバクルム属
ピュロバクルム（パイロバキュラム、Pyrobaculum） は、テルモプロテウス科に属す古細菌の一属。100°C付近でよく増殖する偏性又は通性嫌気性の超好熱菌である。陸上の硫黄孔や浅瀬の熱水域に分布する。属名はギリシャ語の「炎」を由来とするpyro- + ラテン語で「棒・杖」を意味するbaculumより。

## 概要
1987年にアイスランドの地熱発電所及びイタリアの硫黄孔から分離された。当時100°Cで増殖が可能な生物は全て海洋で発見された古細菌に限られており、Pyrobaculum islandicumの発見はこの常識を覆した。また、1996年にイタリアの海岸で発見された最高104°Cで増殖できるPyrobaculum aerophilumは、好気条件下で増殖することが確認され、100°Cを超える温度で唯一増殖が可能な（通性）好気性生物とされている（微好気生物を含めればPyrolobus fumariiがいる）。
栄養的性質としては、酵母エキスやペプトンを主体とした培地で従属栄養的に増殖する。電子受容体は種により異なり、硫黄やチオ硫酸、硝酸塩、酸素などが利用可能。
細胞壁は一般的な古細菌と同じくS層より構成され、グラム染色では陰性を示す。形状は棒状で、端に鞭毛を持つものが多い。増殖は一方の極より出芽により行う。
- 生育温度 : 70-104°C（至適100°C付近）
- 生育pH : pH6-9付近
- 生育NaCl濃度 : 0から海水濃度程度

ゲノムはP. aerophilum（2002年）、P. islandicum（2006年）、P. calidifontis（2007年）、P. arsenaticum（2007年）の4種について解読されている。ゲノムサイズは1.8-2.3Mbp、ORFは1900-2700箇所。 